# Butirki (Astracan)
|  | Per a altres significats, vegeu «Butirki». |

Butirki (en rus: Бутырки) és un poble (un khútor) de l'óblast d'Astracan, a Rússia, segons el cens del 2010 tenia 48 habitants.